# Namebase
 NameBase es una base de datos de nombres cruzada situada en la web enfocada en individuos involucrados en la comunidad de inteligencia, en la Política externa de Estados Unidos, crimen y negocios .Es situada en el periodo de la Guerra Fría hasta la actualidad, de tendencia izquierdista, cerca de la teoría de conspiración y el espionaje.

## Desarrollo
Su fundador Daniel Brandt recolectó clippings y citas pertenecientes a personas influyentes en inteligencia desde 500 libros investigativos publicados desde 1962 y de miles de diarios desde 1973.
En los 1980s, a través de su compañía Micro Associates, vendió subscriciones a su base de datos. El material era descrito como "información acerca de toda clase de espías, oficiales militares, operadores políticos y otras clase de tipos." Refirió al The New York Times en ese tiempo que "muchas de estas fuentes tienen orígenes tan oscuros como los de la inteligencia norteamericana y no hay similares indexados." Un investigador de libros la llamó "una parte única en la "Red Profunda'",que da tanta utilidad a los estudiantes como a los profesionales.
Por 1992, ciudadanos privados, organizaciones de noticias, y Universidades estaban usando NameBase. En 1995, estos esfuerzos fueron la base del website NameBase En 2003,la base de datos contenía "más de 100,000 nombres sobre 260,000 citas tomadas de libro y documentos gracias al Acta de Libertad de Información. Es sitio web está estructurado para que los usuarios sigan la información mediante hiperenlaces y descubran las potenciales relaciones entre grupos ye individuos. Además da la posibilidad de efectuar sociogramas de los individuos generando sus grados de cercanía con otros".

## Importancia
NameBase fue descrito por Paul B. Kantor como la única herramienta basada en web disponible para visualizar redes sociales que sirve a los investigadores del terrorismo.

## Ataque cibernético
El 21 de febrero de 2012, Betabeat.com avisó que NameBase, así como muchos de los sitios web Brandt , los cuales quedaron fuera de uso debido al ataque por hackers, pero en junio de 2012 el sitio estaba disponible nuevamente.